# Fogueira das vaidades

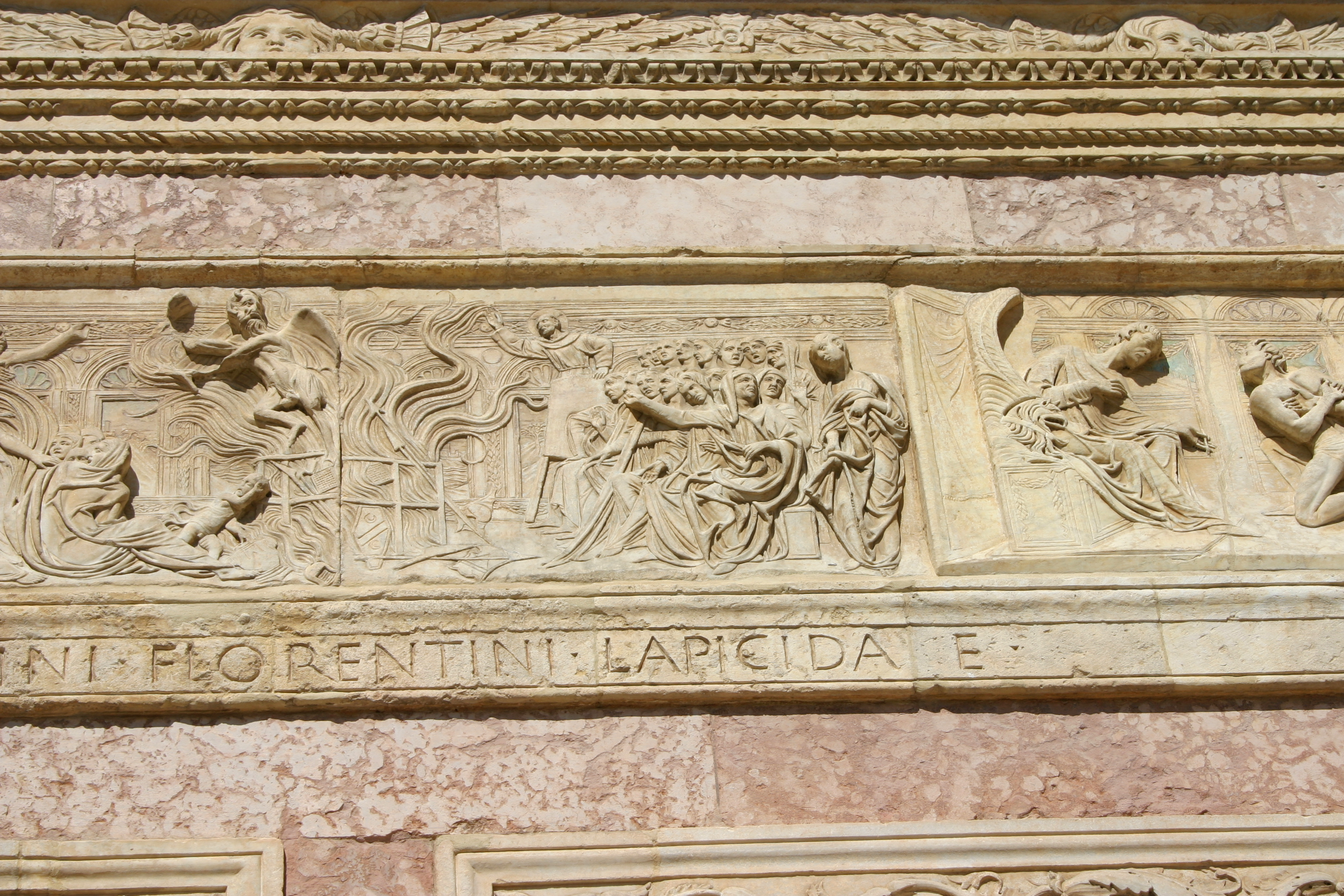
Bernardino de Siena organizando a fogueira das vaidades, Perúgia, do Oratorio di San Bernardino, por Agostino di Duccio, construído entre 1457 e 1461.

Uma Fogueira das Vaidades (Italiano: Falò delle vanità) é a queima de objetos condenados pelas autoridades como causadores de pecado. A frase geralmente refere-se à fogueira de 7 de fevereiro de 1497, quando defensores do padre dominicano Girolamo Savonarola angariaram e publicamente queimaram milhares de objetos tais como cosméticos, obras de arte e livros em Florença, no último dia de carnaval. Tais fogueiras não foram idealizadas por Savonarola, mas eram atos comumente associados aos sermões ao ar livre de São Bernardino de Siena durante a primeira metade do século.
O foco dessa destruição estava explicitamente em objetos que pudessem tentar uma pessoa a pecar, o que incluía itens de vaidade como espelhos, cosméticos, vestes finas, baralhos e até instrumentos musicais. Outros alvos incluíam livros tidos como imorais, tais como as obras de Boccaccio, e manuscritos de música secular, além de obras de arte como pinturas e esculturas.

## Savonarola
Fra Girolamo Savonarola foi um padre dominicano designado para trabalhar em Florença em 1490 graças, em grande parte, ao pedido de Lorenzo di Médici — uma ironia, uma vez que Savonarola viria a se tornar um dos maiores inimigos da família Médici poucos anos depois e ajudaria a concretizar seu declínio em 1494. Savonarola fez campanha contra o que considerava ser os excessos artísticos e sociais da Itália renascentista, pregando com grande vigor contra qualquer tipo de luxo. Seu poder e influência cresceram tanto que, com o tempo, tornou-se governante efetivo de Florença e até mesmo tinha soldados que o protegiam e seguiam a todos os lugares.
Começando em fevereiro de 1495, durante a época em que normalmente se festejaria o evento conhecido como carnaval, Savonarola passou a realizar a Fogueira das Vaidades regularmente. Ele angariava diversos objetos que considerava censuráveis; manuscritos insubstituíveis, esculturas antigas, quadros modernos e da antiguidade, tapeçarias inestimáveis e muitas outras obras de arte valiosas, além de espelhos, instrumentos musicais, livros de adivinhação, astrologia e magia. Ele destruiu obras de Ovídio, Propércio, Dante e Boccaccio. Sua influência foi tão grande que conseguiu até mesmo obter a cooperação de grandes artistas como Sandro Botticelli e Lorenzo di Credi, que relutantemente entregaram algumas de suas próprias obras às fogueiras. Qualquer um que tentasse se opor se encontrava sob a pressão de grupos de seguidores ardentes de Savonarola. Esses seguidores se autodenominavam Piagnoni ("Pranteadores" ou "Os que choram") por causa de um apelido público que lhes foi inicialmente dado como insulto.
A influência de Savonarola não passou despercebida pelos oficiais da cúpula da Igreja e seus excessos lhe valeram o desdém do Papa Alexandre VI. Savonarola foi eventualmente excomungado em 13 de maio de 1497. Em 23 de maio de 1498, foi enforcado e queimado. Ironicamente, as autoridades papais seguiram o exemplo de Savonarola no que diz respeito à censura, pois anunciaram no dia após à sua execução que qualquer indivíduo de posse de algum escrito do frade tinha um prazo de quatro dias para entregá-lo a um agente papal para que ocorresse a destruição do documento. Qualquer um que não atendesse a esse ultimato estaria se arriscando a ser excomungado.

## Botticelli
Apesar de ser amplamente dito que o artista florentino Sandro Botticelli queimou alguns de seus quadros baseados na mitologia clássica na grande fogueira de 1497 em Florença, o registro histórico a respeito desse fato não é claro. De acordo com o historiador de arte Giorgio Vasari, Botticelli era um partidário de Savonarola: "Ele era partidário tão devoto que foi induzido a desertar a sua arte e, sem renda para se sustentar, passou por grandes pesares." Escrevendo séculos mais tarde, Orestes Brownson, um apologista a favor de Savonarola, cita obras apenas por Fra Bartolomeo, Lorenzo di Credi e "muitos outros pintores", assim como "várias estátuas antigas". O historiador de arte Rab Hatfield argumenta que um dos quadros de Botticelli, "A Natividade Mística", é baseado no sermão que Savonarola pregou na véspera de Natal de 1493.

## Na ficção
Este evento tem sido representado ou citado em variados graus de detalhamento em um grande número de obras de ficção histórica, incluindo Romola (1863), de George Eliot; O Paciente Inglês (1992), de Michael Ondaatje; e a série televisiva do Showtime, Os Bórgias. Como uma metáfora, Tom Wolfe utilizou o evento e o ritual como título para o seu romance de 1987, A Fogueira das Vaidades, e sua adaptação para o cinema. As obras de Margaret Atwood fazem alusão à Fogueira, como em seu romance distópico O Conto da Aia (1985). É também reproduzida no videogame Assassin's Creed II, no qual Savonarola é um dos opressores contra os quais o herói fictício Ezio Auditore da Firenze luta em nome da liberdade de pensamento, embora as circunstâncias da morte do frade sejam diferentes das que constam nos registros históricos.